# A Cabra Amalteia com o Infante Júpiter e um Fauno
A Cabra Amalteia com o Infante Júpiter e um Fauno é uma escultura barroca e uma das primeiras de Gian Lorenzo Bernini. Foi produzida em algum momento entre 1609 e 1615, hoje integrante da coleção da Galleria Borghese, em Roma.

## História
De acordo com Filippo Baldinucci, antes de Pietro Bernini se mudar de Nápoles para Roma com sua família, Gian Lorenzo, com apenas 8 anos, já carregava uma "pequena cabeça de uma criança", feita em mármore, que era admirada por todos. Já na adolescência, Gian Lorenzo começou a produzir vários querubins e, principalmente, puttos.
Destas estátuas iniciais, cerca de três estátuas de puttos podem ser atribuídas a Berninini e A Cabra Amalteia com o Infante Júpiter e um Fauno é a única com uma data aproximada. Em 1615, um carpinteiro foi pago para criar um pedestal de madeira para a escultura. Alguns escritores datam o trabalho como sendo de 1609, baseados no estilo e na interpretação do pedestal, indicando que ele poderia ser uma substituição do anterior.

## O mito
Segundo a mitologia grega adaptada posteriormente pelos romanos, o mito da cabra Amalteia é uma lenda que conta que Amalteia é a cabra que alimentou com o seu leite o deus Júpiter, ou o Zeus grego. Ele era ainda criança e, ao brincar com a cabra, quebrou um de seus chifres.
Por gratidão aos cuidados a ele desprendidos, Júpiter transformou este chifre na Cornucópia que é o corno da abundância atribuído como símbolo à maior parte das personificações romanas, que se vê nos reversos das moedas. Amalteia, na mitologia grega, foi a ninfa que possuía a cabra Aix que cedeu leite a Zeus recém-nascido.